# جوردن بيريرا
جوردن بيريرا (21 يوليو 1996 - ) هو لاعب كرة طائرة كندي.